# Allfader
Allfader – norweska grupa muzyczna wykonująca blackened death metal. Powstała w 2001 roku w miejscowości Mo i Rana, w północnej części Norwegii. Obecnie muzycy związani są z francuską wytwórnią muzyczną Osmose Productions. Do 2011 roku grupa wydała dwa albumy studyjne, cztery dema i jeden minialbum.
W swych utworach zespół tworzy kombinację typowych deathmetalowych riffów z blackmetalowym wokalem w stylu grup takich jak Myrkskog czy Zyklon.

## Muzycy
Obecny skład zespołu
- John Erik Andersen – śpiew, gitara
- Finn Henriksen – gitara
- Frode Fridtjofsen – gitara basowa
- Cato Skivik - perkusja (wcześniej Gaia Epicus i Enslavement of Beauty)

Byli członkowie zespołu
- Kurt Solbakken – gitara basowa
- Per Valla – gitara
- Tor Sæther – instrumenty klawiszowe

Gościnna współpraca
- Tony Eugene Tunheim (Enslavement of Beauty) – gitara (album Black Blood Flux)

## Historia
Założycielami zespołu są: Finn Henriksen (gitara) i John Erik Andersen (wokal, gitara). Z ich inicjatywy w lutym 2001 roku powstał blackmetalowy zespół Allfader. Pierwsze demo grupy ukazało się zaledwie kilka miesięcy później, nosiło tytuł Nightfall i zawierało cztery utwory. Wydawnictwo przyniosło muzykom kontrakt z brytyjską wytwórnią Rage of Achilles na wydanie minialbumu.
11 listopada 2002 ukazał się From the Darkest Star, EP zawierający wszystkie cztery utwory z drugiego demo zespołu (Furore Normannorus), ponownie nagrane dwa utwory z pierwszego demo oraz dwa wcześniej nie publikowane utwory.
Debiutancki album At Least We Will Die Together ukazał się nakładem Osmose Productions we wrześniu 2006 roku. Materiał nagrywany był latem 2005 w Hansen Studios, w duńskim mieście Ribe.
W 2007 roku dotychczasowy gitarzysta Per Valla opuścił szeregi zespołu, a jego obowiązki przejął dotychczasowy wokalista i założyciel zespołu John Erik Andersen. W tym samym czasie muzycy rozpoczęli nagrywanie kolejnego albumu.
24 stycznia 2011 roku ukazał się Black Blood Flux, drugi album studyjny zespołu, nad którym muzycy pracowali trzy lata. W utworach "Draconian Command" i "Torn From Flesh" gościnnie pojawił się Tony Eugene Tunheim (gitarzysta Enslavement of Beauty), nagrywając gitarowe partie solowe.

## Dyskografia
Albumy studyjne
- At Least We Will Die Together (2004, Osmose Productions)
- Black Blood Flux (2011, Osmose Productions)

Dema
- Nightfall (2001, wydanie własne)
- Furore Normannorus (2001, wydanie własne)
- Demo 2003 (2003, wydanie własne)
- Into Nothingness (2004, wydanie własne)

Minialbumy
- From the Darkest Star (2002, Rage of Achilles)